# تصميم حياتك
«تصميم حياتك: كيف نبني حياة سعيدة؟»، هو كتاب من تأليف بيل بورنيت وديف إيفانز، يهدف إلى مساعدة القراء على تنظيم أنفسهم من طريق كتابة اليوميات والتفكير التصميمي.
نُشر الكتاب الأكثر مبيعًا في نيويورك تايمز عام 2016 من قبل «مجموعة نوف دابلداي للنشر»، أي (Knopf Doubleday Publishing Group)، ويستخدم سلسلة من التمارين في جميع فصوله الأحد عشر، من أجل تزويد الآخرين بإحساس بالبنية في حياتهم. تسمح هذه التدريبات الإبداعية والمحفزة للفكر للقارئ بالتأمل في حياته وتحديد ما يجب عليه فعله بمستقبله. يمكنهم بعد ذلك إنشاء خارطة طريق والتخطيط لكيفية تحقيق أهدافهم.
بيل بورنيت هو المدير التنفيذي الحالي لبرنامج التصميم في جامعة ستانفورد. لديه بكالوريوس وماجستير في تصميم المنتجات، وقد صمم العديد من المنتجات طوال حياته المهنية. حصل على جائزة التصميم لتصميمه أول جهاز كمبيوتر على الإطلاق، كما أنه يساعد على تقديم المشورة للشركات الناشئة. وهو حاليًا عضو في مجلس إدارة ڤوز (VOZ).
يعمل ديف إيفانز حاليًا جنبًا إلى جنب مع بورنيت في برنامج التصميم بجامعة ستانفورد. في سن مبكرة، عمل في شركة آي فون (Apple)، حيث ساعد على تصميم وتسويق أول فأرة لهم. ثم انضم إلى الفنون الإلكترونية بوصفه أول نائب رئيس للمواهب. إضافةً إلى المشاركة في كتابة «تصميم حياتك»، يعمل حاليًا مع الشركات الناشئة والمنظمات غير الربحية.

## ملخص الفصول
ابدأ من حيث أنت
يطلب الكتاب من القارئ التفكير في أربعة مجالات من الحياة: الصحة، والعمل، واللعب، والحب، وقياس كل منها على مقياس من 1 إلى 10. يُجرى هذا التحليل الذاتي حتى يتمكن القارئ من فهم جوانب حياتهم التي تحتاج إلى اهتمام أكبر (أو أقل). يروج الكتاب أيضًا لفكرة الكتابة عن كل جانب من جوانب الحياة هذه، وكيف تتشابك مع التفرد الذي يقدمه الفرد في الموقف الذي يلتزم بالرحلة داخل العملية وعبرها.
بناء البوصلة
يفترض الكتاب في هذا الفصل أن القارئ لديه الآن نقطة بداية جيدة ومستعد لبناء «بوصلة» تساعده على إرشاده خلال الحياة. تتكون البوصلة من عرض عمل وعرض حياة. تدور رؤية العمل حول ما هي تصورات القارئ للعمل ومدى أهميته بالنسبة إليه. تتضمن معاينة الحياة الأسئلة الفلسفية حول ما الذي يعطي معنى للحياة؟ بعد تقييم وجهة نظر العمل واستعراض الحياة، يكون القارئ في طريقه لإنشاء البوصلة الخاصة به.
تحديد الطريق
يتضمن هذا الفصل أول تمرين حقيقي لليوميات، إذ يُطلب من القارئ تدوين أنشطته اليومية، ثم يُطلب منهم قياس مدى مشاركتهم وطاقتهم. يجري ذلك على أمل أن يكتسب القارئ فكرة عن الأنشطة المهمة بالنسبة إليه، وتلك التي تبدو غير ضرورية.
الانفلات
يركز هذا الفصل على مساعدة أولئك الذين يشعرون بأنهم عالقون في الحياة، سواء كانت وظيفة غير مرغوب فيها أو عملًا مدرسيًا. لكي يجد القارئ اهتمامًا بالحياة، يعلن الكتاب أن إجراء خارطة ذهنية للأنشطة اليومية جنبًا إلى جنب مع التمرين من الفصل، قبل أن يساعد القراء على العثور على الأنشطة التي قد يجدونها أكثر إثارة للاهتمام.
صمم حياتك
يشجع الكتاب هنا على استخدام البيانات التي جرى تجميعها حتى الآن لإجراء خطة للمستقبل. يمكن أن تكون هذه الخطة طويلة أو قصيرة الأجل. يعلن الكتاب مرة أخرى عن قوة كتابة اليوميات، ويقدم نماذج رسوم بيانية لكيفية تخطيط القارئ لمستقبله.
النماذج
الآن يخبر الكتاب قراءه أن يضعوا نموذجًا أوليًا لخططهم المستقبلية. يعني هذا جمع المعلومات من طريق التجارب أو المحادثات مع الآخرين. يمكن أن يساعد هذا القارئ على إدراك ما يجب القيام به من أجل تحقيق أهدافهم المستقبلية.
كيف تحصل على وظيفة؟
هنا ينقل الكتاب تركيزه من تصميم الخطط المستقبلية إلى الحصول على وظيفة جيدة. يقدم بعض النصائح والحيل الدقيقة التي يمكن أن تجعل القارئ أكثر قدرة على التوظيف ويبدو أكثر احترافًا. تنص على أنه عند العثور على وظيفة، يجب على المرء التركيز على احتياجات صاحب العمل بدلًا من احتياجاته الخاصة.
تصميم الوظيفة التي تحلم بها
يقر الكتاب بأنه قد لا يحصل الجميع على وظيفة أحلامهم، ولكن من المهم اتخاذ قرارات جيدة يمكن أن تقود إلى شيء قريب من وظيفة الأحلام هذه. يُنصح بالتدوين مرة أخرى حتى يتمكن القارئ من التفكير في نفسه، وتحقيق ما يمكن أن تكون عليه الوظيفة التي يحلم بها.
اختيار السعادة
يشرح الكتاب للقارئ أن السعادة لا تعني بالضرورة امتلاك كل ما يرغب فيه المرء. إنه يركز على التخلص من الأشياء غير الضرورية. كما أنه يساعد على توضيح أنه لا ينبغي للمرء أن يسهب في الحديث عن أخطاء الماضي أو اتخاذ القرارات السيئة، وأنه يجب عليهم بدلًا من ذلك التركيز على طرق تحسين قدراتهم على اتخاذ القرار.
مناعة الفشل
يفسر الفشل على أنه أمر لا مفر منه ويجب على القارئ أن يطور شكلًا من أشكال «حصانة الفشل» لكي يتقبل أخطائه ويتعلم منها. كما توصي بتسجيل إخفاقات القارئ في دفتر يومياته حتى يتمكن من تذكرها بنحو أفضل والتفكير في طريقة لحلها. .
بناء الفريق
يؤكد هذا الفصل على أهمية الآخرين. الأصدقاء والعائلة ضروريون عندما يكون القارئ في أوقات الحاجة. يروي الكتاب أهمية العمل الجماعي من أجل التغلب على أصعب العقبات التي قد تعترض طريق المرء. بناء فريق قوي أمر حيوي للنجاح والسعادة في الحياة. .
الخلاصة - حياة جيدة التصميم
يُختتم الكتاب بشرح أن الأساليب التي جرى تعلمها في جميع الفصول ستكون مفيدة دائمًا. ويوضح أنه حتى بعد التقاعد، لا يزال من الضروري أن يصمم المرء حياته لتحقيق أقصى قدر من السعادة والرضا. ثم يقوم بمقارنة الحياة بمشروع تصميم يحتاج باستمرار إلى الإنشاء.